# La Piscine (film, 1977)
Pour les articles homonymes, voir Piscine (homonymie).
Pour plus de détails, voir Fiche technique et Distribution.
La Piscine (Басейнът, Baseynat) est un film bulgare réalisé par Binka Jeliaskova, sorti en 1977.

## Fiche technique
Sauf indication contraire, les informations mentionnées dans cette section peuvent être confirmées par la base de données cinématographiques IMDb,  présente dans la section « Liens externes ».
- Titre original : Басейнът, Baseynat
- Titre français : La Piscine
- Réalisation : Binka Jeliaskova
- Scénario : Hristo Ganev
- Photographie : Ivaylo Trenchev
- Montage : Madlena Dyakova
- Musique : Simeon Pironkov
- Pays de production :  Bulgarie
- Format : couleur — son mono
- Genre : drame
- Durée : 148 minutes
- Date de sortie :
  - Bulgarie : 29 août 1977

## Distribution
- Kosta Tsonev : Apostol
- Yanina Kasheva : Bella
- Kliment Denchev : Bufo
- Tzvetana Maneva : Dora

## Récompense
- Festival international du film de Moscou 1977 : prix d'argent